# 格拉尼翁
格拉尼翁，是西班牙拉里奥哈自治区的一个市镇。总面积31平方公里，总人口396人（2001年），人口密度13人/平方公里。